# Ronde van de Finistère 2025
De 39e editie van de wielerwedstrijd Ronde van de Finistère vond plaats op 9 mei 2025. De 122 deelnemers moesten een parcours van 168,1 kilometer in en rond Quimper afleggen. De wedstrijd maakte deel uit van de UCI Europe Tour, met de categorie 1.1, en de Coupe de France. De 19-jarige Fransman Aubin Sparfel won de wedstrijd, nadat hij in de slotfase samen met Lewis Askey was ontsnapt uit het peloton en in de sprint nipt het peloton voorbleef. Zijn ploeggenoot Bastien Tronchon sprintte naar de tweede plaats.

## Uitslag
| Plaats  | Naam               | Ploeg                      | Tijd     |
| ------- | ------------------ | -------------------------- | -------- |
| Winnaar | Aubin Sparfel      | Decathlon AG2R La Mondiale | 4u04'25" |
| 2       | Bastien Tronchon   | Decathlon AG2R La Mondiale | z.t.     |
| 3       | Emilien Jeannière  | TotalEnergies              | z.t.     |
| 4       | Jenthe Biermans    | Arkéa-B&B Hotels           | z.t.     |
| 5       | Lewis Askey        | Groupama-FDJ               | z.t.     |
| 6       | Hugo Hofstetter    | Israel-Premier Tech        | z.t.     |
| 7       | Fred Wright        | Bahrain Victorious         | z.t.     |
| 8       | Alex Aranburu      | Cofidis                    | z.t.     |
| 9       | Rúben Guerreiro    | Movistar                   | z.t.     |
| 10      | Thibaud Gruel      | Groupama-FDJ               | z.t.     |
| 11      | Thomas Silva       | Caja Rural-Seguros RGA     | z.t.     |
| 12      | Fernando Barceló   | Caja Rural-Seguros RGA     | z.t.     |
| 13      | Johan Meens        | Wagner Bazin WB            | z.t.     |
| 14      | Paul Lapeira       | Decathlon AG2R La Mondiale | z.t.     |
| 15      | Ethan Vernon       | Israel-Premier Tech        | z.t.     |
| 16      | Marcel Camprubí    | Q36.5                      | z.t.     |
| 17      | Ronan Augé         | CIC-U-Nantes               | z.t.     |
| 18      | Axel Mariault      | CIC-U-Nantes               | z.t.     |
| 19      | Rory Townsend      | Q36.5                      | z.t.     |
| 20      | Sergio Chumil      | Burgos Burpellet BH        | z.t.     |
|         |                    |                            |          |
| 28      | Mathijs Paasschens | Bahrain Victorious         | z.t.     |